# Prudente de Morais Neto
Prudente de Morais Neto (Rio de Janeiro, 23 de maio de 1904 — Rio de Janeiro, 21 de dezembro de 1977) foi um jornalista brasileiro, que também foi crítico literário, jurista, cronista, poeta e professor.
Era neto do ex-presidente Prudente de Morais. Dirigiu sucessivas redações, entre elas a do Diário Carioca e, depois, a sucursal de O Estado de S. Paulo no Rio de Janeiro. Em 1963 e 1964, em seus artigos, atacou severamente o governo de João Goulart mas, embora apoiasse sua derrubada em 1964, se recusou a permitir que jornalistas esquerdistas que eram seus colegas, como Ferreira Gullar fossem presos e torturados. Foi poeta, sendo citado na antologia de poetas brasileiros bissextos organizada por Manuel Bandeira. Em 1975, foi eleito presidente da Associação Brasileira de Imprensa, cargo em que defendeu os perseguidos pela ditadura militar. Jovem, fundou junto com o historiador Sérgio Buarque de Holanda, a revista Estética, que defendia ideias modernistas no campo da arte. Morreu em dezembro de 1977.